# Diadromus buciumensis
Diadromus buciumensis là một loài tò vò trong họ Ichneumonidae.